# 食糧庁 (アイルランド)
アイルランド食糧庁（アイルランドしょくりょうちょう、愛: Bord Bia, 英: Irish Food Board）は、国内外で食料品ならびに園芸品の販売促進を目的とした公共機関）。
この省庁の施策は生産者の規模の大小を問わず対象にしており、小規模生産者にはファーマーズマーケットの運営を認定して促進し、大規模生産者には海外マーケティングに関するサービスを幅広く提供する。

施策の一部には革新と「ベストプラクティス」（最善の慣行）を基準にした、より良い生産方法の奨励促進がある。成長戦略報告書『Pathways for Growth』によると、アイルランドには次の課題がある。
「農業を世界規模の産業とするため2016年までに農業開発戦略をまとめて、世界で最も効率的で最も革新的な食料飲料生産国を目指す。」

## 沿革
アイルランド貿易委員会の食品促進担当部署は1994年に食肉畜産委員会（愛: Coras Beostoic agus Feola）と合併して食糧庁を設立する。園芸産業開発部門の併合（Bord Glas 2004年）を経て、水産業開発部門は2009年にBIM（Bord Iascaigh Mharaigh）から引き継いだ。

## 組織
自国の生産者と世界中の顧客を結ぶリンクとして機能するため、アムステルダム、上海、ニューヨークなどの都市に15海外拠点を置き職員は137名。
予算規模は、2008年の広告キャンペーン（2008年から2013年）経費として3000万ユーロ。また2009年の「ウラクタス助成金」は年間総額2800万ユーロを受け、予算総額は他の収入（助成金割り当て、賦課金など）を合算すると約4350万ユーロ。

## 開発
世界初の全国的な持続可能性食品生産プログラムとして、2017年より食品認証制度「オリジン・グリーン」Origin Greenを始めた。持続可能な開発に寄与するよう、畜産における節水や廃棄物処理からCo2排出量の測定まで生産者に努力目標があり、製品に付けるステッカーのロゴはこのスキームを象徴する。
2011年5月には2020年の目標値を発表、2010年標準と比較して食品輸出を40％増加させるとした。これに対して2019年の輸出総額は130億ユーロ、取引先は180市場のチェーンストアなど1500件超とされる。牛肉は65万t。